# Лампитър
Ла̀мпитър (на английски: Lampeter; на уелски: Llanbedr Pont Steffan, Ланбѐдър Понт Стѐфан, изговаря се по близко до Хла̀нбедър Понт Стѐфан) е малък град в северната част на Южен Уелс, графство Керъдигиън. Разположен е около мястото на вливане на реките Тейви и Дилас на около 100 km на северозапад от столицата Кардиф. На около 20 km на северозапад от Лампитър се намира главният административен център на графството Аберайрон. Има университет от 1822 г. Имал е жп гара от 1866 г. до 1965 г. Населението му е 1989 жители според данни от преброяването през 2001 г.

## Побратимени градове
- Сен Жермен сюр Моан Франция